# طواف إيطاليا 1951
طواف إيطاليا 1951 هو سباق دراجات هوائية أقيم في إيطاليا بتاريخ 19 مايو - 10 يونيو، تكون السباق من 20 مرحلة وامتدّ لمسافة 4153 كم بسرعة 34.217 كم/س، استغرق السباق 121 ساعة 11 دقيقة 37 ثانية. فاز به الإيطالي فيورنزو ماغني.